# KKCG
KKCG je investiční skupina se sídlem ve švýcarském Lucernu. Drží podíly ve společnostech z 36 zemí světa ve čtyřech odvětvích: loterie a hry, energetika, informační technologie a nemovitosti. Založil ji český podnikatel Karel Komárek mladší a dnes má přes 10 tisíc zaměstnanců po celém světě a spravuje aktiva v hodnotě přes 8 miliard eur.

## Historie
V roce 1992 investoval Karel Komárek díky půjčce od svého otce do společnosti M.O.S Hodonín, která se specializuje na průmyslové armatury.
V roce 2003 vznikla Kapitálová společnost K&K a.s. (IČO 25582429) rozdělením obchodní společnosti Moravia Trade Systems, a.s., která byla v roce 2006 přejmenována na KKCG a.s.
V roce 2006 se K & K Capital Group rozdělila a část aktiv byla převedena na KKCG a.s. V roce 2007 fúzovala K & K Capital Group s KKCG Public Limited of Cyprus a vznikla KKCG SE. Poslední uvedená společnost je od roku 2007 výlučným akcionářem KKCG a.s.
V roce 2010 po sporech v rámci rodiny Komárkových otec Karel, strýc František a sestra Jitka získali strojírenskou část skupiny – mj. Bonatrans Group, ŽDB či Kovosvit, Komárkovi ml. zůstala část zabývající se těžbou ropy a plynu či financemi.
V roce 2014 spustila KKCG investiční fond Springtide Ventures, který podporuje české a izraelské start-upy aktivní v oblasti zabezpečení informací.
V roce 2016 kyperská KKCG SE změnila právní formu na KKCG PLC a následně přenesla své sídlo do Švýcarska a stala se KKCG AG.

## Skupina
KKCG působí nejen v Evropě a USA. Zaměstnává přes 6000 zaměstnanců.

### MND Group
Jednou z dalších investic Karla Komárka byla energetická společnost MND (Moravské naftové doly) se sídlem v jeho rodném Hodoníně. Energetika je nejstarším investičním pilířem skupiny KKCG.
Skupina MND těží v České republice i jiných zemích ropu a zemní plyn a poskytuje svým evropským partnerům služby v oblasti těžby. V roce 2014 se dceřiná společnost MND začala angažovat na českém energetickém trhu a začala dodávat zemní plyn soukromým zákazníkům. V roce 2021 se skupina MND zavázala k tomu, že bude investovat 1.5 miliardy Kč ve lvovské oblasti do stavby nové větrné elektrárny.
K roku 2023 jsou MND jednou z největších energetických korporací v České republice. Působí rovněž na Slovensku, v Německu, Nizozemsku, Rakousku, Francii, Maďarsku, na Ukrajině a ve Velké Británii.

### Allwyn
V roce 2011 vstoupila KKCG do loterijního byznysu a stala se majoritním akcionářem loterijní společnosti Sazka a.s., která dříve patřila státu.
V témže roce čelila Sazka výrazným finančním potížím a v listopadu 2011 získaly její aktiva KKCG a PPF ve výběrovém řízení za 3,81 miliardy Kč.
O rok později odkoupila KKCG zbývající podíl, a stala se tak jejím faktickým vlastníkem. Zúčastněné společnosti veřejnosti nesdělily hodnotu transakce, ale podle analytiků na českém trhu se jednalo o částku 3,5 až 5,57 miliardy Kč. Prodej musel následně schválit Úřad pro ochranu hospodářské soutěže. Ke koupi Sazky došlo 18. prosince 2012.
Společnost SAZKA sázková kancelář, a.s. byla od července 2013 100% vlastněna společností PGQ Czech Republic, a.s. (od července 2014 přejmenována na SAZKA Czech a.s.), která je 100 % vlastněna společností PUU Czech, a.s. (od srpna 2014 přejmenována na SAZKA Group a.s.), kterou 100 % vlastnila KKCG SE. V roce 2016 měla 25% podíl v Sazka Group získat společnost EMMA Delta Jiřího Šmejce a do společnosti měla vložit svůj podíl v řecké loterijní společnosti OPAP. V roce 2016 založila KKCG joint venture s další českou společností EMMA Capital a vzniklá společnost si zachovala název Sazka Group. V témže roce získala Sazka Group 32,5% podíl na italské loterijní společnosti Lottoitalia formou joint venture, na které se mimo jiné podílela britská společnost Lottomatica (IGT). Sazka Group rovněž vlastní podíl v rakouské společnosti Casino Austria.
V roce 2018 byla Sazka Group největší loterijní skupinou v Evropě a provozovala loterie i v Řecku, Itálii a Rakousku. V roce 2019 odkoupila KKCG odd EMMA Capital 25% podíl na Sazka Group za 630 milionů eur, čímž se stala jediným vlastníkem této společnosti. V téže transakci získala KKCG (a ted i Sazka Group) od EMMA Capital také 33% podíl na řeckém poskytovateli hazardních her OPAP S.A., dále podíl na společnosti Lottoitalia a 38,29% podíl na rakouské loterijní společnosti Casinos Austria AG (CASAG). Od června 2020 je Sazka Group s 55% podílem většinovým vlastníkem CASAG. V roce 2021 pak svůj podíl zvýšila na 59,7 %. V roce 2022 zvýšila Sazka Group svůj podíl na OPAP na 49,84 %.
V prosinci 2021 zahájila Sazka Group a.s. rebranding na Allwyn International a.s. Tento proces byl dovršen v květnu 2022.
V březnu 2022 bylo oznámeno, že britská Komise pro hazardní hry zvolila britskou dceřinou společnost Allwyn Entertainment, Ltd. jako preferovaného uchazeče o 10letou licenci na provozování Národní loterie počínaje únorem 2024. Oliver Gill z deníku The Daily Telegraph označil licenci za největší britskou veřejnou zakázku a očekává, že celkový výnos z prodeje loterijních lístků dosáhne 80 až 100 miliard liber. Předchozí provozovatel Národní loterie, společnost Camelot Group, která práva držela od roku 1994, rozhodnutí Komise pro hazardní hry napadla u soudu. Následně se rozhodla stáhnout odvolání. Koncem roku 2022 bylo oznámeno, že skupina Allywn odkoupila Camelot Group od společnosti Ontario Teachers' Pension Plan, a stala se tak provozovatelem Národní loterie. V roce 2023 společnost Allwyn rovněž převzala Camelot Lottery Solutions Group se sídlem ve Spojených státech, která provozuje státní loterii v Illinois. Touto akvizicí vstoupila skupina Allwyn na loterijní trh Spojených států.
Společnost Allwyn dvakrát oznámila, že chce vstoupit na burzu. Poprvé to bylo kolem roku 2015, kdy Karel Komárek usiloval o IPO na londýnské burze. Tyto plány však přerušil brexit. Počátkem roku 2022 oznámila skupina Allwyn fúzi s účelovou akviziční společností Cohn Robbins Holdings, aby dosáhla kotace na newyorské burze. Záměr nebyl naplněn kvůli setrvalé a rostoucí tržní volatilitě, ale společnost Allwyn uvedla, že na americký akciový trh hodlá vstoupit později.

### US Methanol
V roce 2016 začala KKCG investovat do výroby metanolu ve Spojených státech. V dubnu 2016 založila společnost US Methanol LLC v Charlestonu. Jednalo se o její první investici v USA. US Methanol vlastní a provozuje středně velké závody na výrobu metanolu v Institute v Západní Virginii
a původně vyráběla 400 až 500 tun metanolu denně. Závod byl uveden do provozu v roce 2022. Byl slavnostně otevřen v červnu 2023.

### Aricoma Group
V roce 2017 koupila KKCG 70% podíl v české společnosti AutoCont podnikající v oblasti informatiky. V roce 2019 založila KKCG Aricoma Group, která převzala investice do informačních technologií (s výjimkou dvou start-upů). V témže roce bylo oznámeno, že Aricoma koupila většinový podíl v českých softwarových společnostech Cleverlance Enterprise Solutions (75 %) a AEC (50 %).
V roce 2020 získala Aricoma švédskou softwarovou společnost Seavus. V roce 2021 převzala českou společnost Komix působící v oblasti IT a švédskou technologickou poradenskou společnost Stratiteq. V roce 2022 získala Aricoma polskou IT společnost Clearcode i bulharského poskytovatele softwarového inženýrství Musala Soft. V následujícím roce se do skupiny Aricoma přidaly společnosti Sabris a Consulting 4U. Koncem června 2023 skupina Aricoma oznámila, že bude působit pod dvěma hlavními značkami: Aricoma a Qinshift. Všechny společnosti, které se zaměřují na vývoj softwaru na zakázku, budou působit pod značkou Qinshift, zatímco zbytek skupiny by se přejmenoval na Aricoma.

### KKCG Real Estate Group

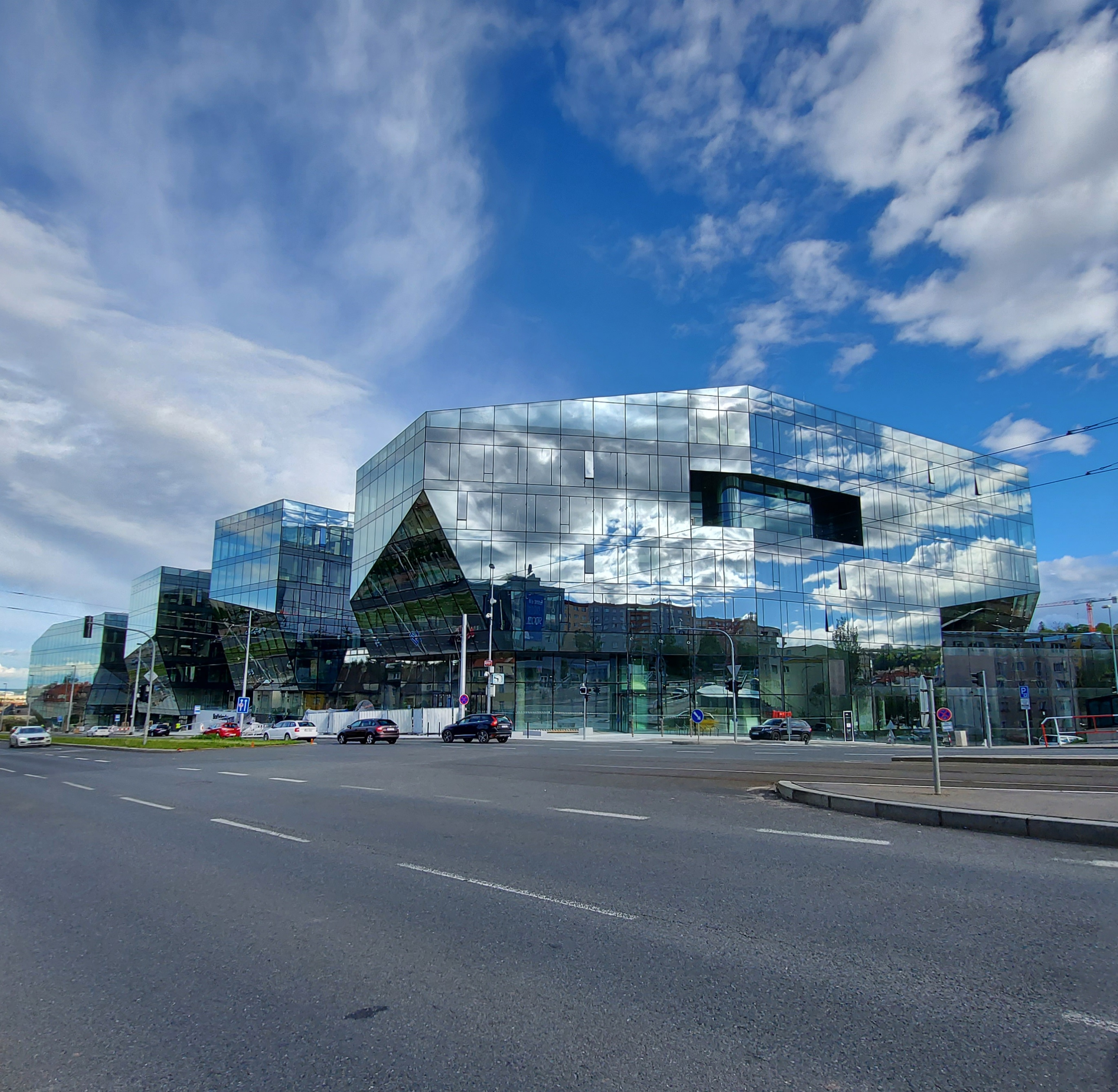
Bořislavka Centrum in Prague (2021)

V roce 2012 založila KKCG společnost KKCG Real Estate Group se sídlem v Praze, a vstoupila tak na realitní trh. Jedním z největších projektů skupiny je Bořislavka Centrum v Praze, které se začalo stavět v roce 2018 a bylo otevřeno v roce 2021.

## Základní struktura
Mateřská společnost KKCG AG sídlí v Lucernu ve Švýcarsku. Jediným akcionářem KKCG AG je švýcarská společnost KKCG Holding AG, kterou vlastní lichtenštejnská společnost Valea Holding AG, kterou vlastní lichtenštejnská nadace Valea Foundation, jejímž beneficientem je Komárek ml.